# فريدريك زيمارمان
فريدريك زيمارمان (بالإنجليزية: Frederick Zimmermann)‏ هو رسام وموسيقي أمريكي، ولد في 18 مايو 1906 في نيويورك في الولايات المتحدة، وتوفي في 3 أغسطس 1967 في Ohlstadt ‏ في ألمانيا.

## وصلات خارجية
- فريدريك زيمارمان على موقع ميوزك برينز (الإنجليزية)